# 及川舜一
及川 舜一 (おいかわ しゅんいち、1914年2月14日 - 1999年3月11日) は、日本の地方政治家。岩手県一関市長（3期）。

## 来歴
岩手県東磐井郡大東町（現・一関市）生まれ。1931年岩手県立工業学校（現・岩手県立盛岡工業高等学校）卒。卒業後は岩手県庁に入る。一関、大船渡、水沢各土木事務所長、一関市建設部長、同助役を経て、1983年一関市長に当選する。
当選後は岩手県市長会監事、一関地方衛生組合管理者、三陸地方地域産業開発促進協議会会長、一関地区土地開発公社理事長、北上川上流改修期成同盟会会長などを歴任した。北上川の改修や一関遊水地事業を進めた。
1987年に再選。1991年に三選。1995年に退任した。1999年に死去した。

## 栄典
- 1995年 - 勲四等瑞宝章